# Max Ehrmann
Max Ehrmann (ur. 26 września 1872 w Terre Haute, zm. 9 września 1945 tamże) – amerykański prawnik, ekonomista i pisarz z Terre Haute w stanie Indiana. Autor Dezyderatów.

## Życiorys
Max Ehrmann urodził się jako piąty i ostatni potomek bawarskich emigrantów: Maximiliana i Margarety Barbary Lutz Ehrmann. Podstawową edukację ukończył w swoim rodzinnym mieście. W latach 1890–1894 studiował na DePauw University w Greencastle. Podczas studiów był redaktorem szkolnej gazety Depauw Weekly.
Po skończeniu studiów na DePauw, studiował filozofię na Harvardzie. W tym czasie był już przekonany, że jedyną pasją jego życia jest pisanie.
W 1896 roku Ehrmann powrócił do Terre Haute, gdzie rozpoczął praktykę prawniczą i zajął się pisaniem. W 1910 roku zaproponowano mu członkostwo w Author's Club of London. W 1912 roku całkowicie zrezygnował z pracy zawodowej i poświęcił się pisaniu. 
Max Ehrmann został pochowany na cmentarzu Highland Lawn Cemetery.

## Publikacje
Max Ehrmann jest autorem ponad dwudziestu książek i broszur m.in.:
- A Farrago
- A Prayer and Selections
- A Fearsome Riddle
- Breaking home Ties
- The Poems of Max Ehrmann
- A Passion Play
- The Wife of Marobuis
- David and Bathsheba
- Scarlet Women
- Book of Farces
- The Bank Robbery
- The Plumber[3]